# Ґлембоцьке-Перші
Ґлембоцьке-Перші (пол. Głębockie Pierwsze) — село в Польщі, у гміні Слесін Конінського повіту Великопольського воєводства.
Населення — 271 особа (2011).
У 1975-1998 роках село належало до Конінського воєводства.

## Демографія
Демографічна структура станом на 31 березня 2011 року:
|          | Загалом | Допрацездатний вік | Працездатний вік | Постпрацездатний вік |
| -------- | ------- | ------------------ | ---------------- | -------------------- |
| Чоловіки | 143     | 36                 | 96               | 11                   |
| Жінки    | 128     | 31                 | 75               | 22                   |
| Разом    | 271     | 67                 | 171              | 33                   |